# 敘利亞-瑪蘭卡禮天主教巴泰里教區
敘利亞-瑪蘭卡禮天主教巴泰里教區 （拉丁語：Eparchia Batteriensis）是一個東儀天主教教區（敘利亞-瑪蘭卡禮），屬蒂魯瓦爾拉總教區。
教區成立於1978年12月28日，包括喀拉拉邦北部五縣和泰米爾納德邦西北部一縣，教座位於蘇丹巴泰里。2009年有教友27,800人（佔轄區總人口1.6%）、121個堂區、八十六名司鐸。現任教區主教為若瑟‧多默‧孔納特。